# Фільтр Лежандра
Фільтр Лежандра — електронний фільтр, для розрахунку коефіцієнтів якого використовуються поліноми Лежандра. Був запропонований Атанасіосом Папулісом у 1958 році. Має крутий спад амплітудно-частотної характеристики, не має пульсацій характеристики. Є компромісним рішенням між фільтром Батерворта (який має монотонну характеристику) та фільтром Чебишова (який має крутий спад характеристики).